# سوزاكا (ناغانو)
مدينة سوزاكا (باليابانية:須坂市) هي أحد المدن التابعة لمحافظة ناغانو. تأسست رسميًا في 01/04/1954. ويقدر عدد سكانها بـ 53097 نسمة حسب تقدير مكتب الإحصاء الياباني لعام 2012. تبلغ مساحة سوزاكا 149.84 كم2. بكثافة سكانية تبلغ 354 نسمة/كم2.

## أعلام
- يوكيكو تاكاهاشي